# Pochy
Pochy とは、Microsoft Windows上で動作するオープンソースで開発されていた電子メールクライアントである。
2003年7月に最初のバージョン0.1をリリースした。最初は個人名だったが、2003年9月リリースのバージョン0.1.2bからはPochy project teamと名乗るようになった。2005年頃には活動が事実上停止してしまうようになった。

## 機能・特徴
- Windows 98/Me/NT/2000/XPに対応する[2]。
- レジストリを使用せずに設定はINIファイルに記述するため、USBメモリ等に入れて持ち運び外出先でのメールチェック等が可能[3]。
- POP3/SMTP/POP before SMTP/SMTP AUTHに対応[2]。IMAPには未対応。
- 暗号化ソフト「GNU Privacy Guard」を別途インストールすれば、暗号メールの送受信やAPOPによるユーザー認証にも対応可能[2]。
- 複数アカウントに対応
- HTMLメールに対応していない。
- Unicodeで書かれたテキストメールに対応していない。
- アドレス帳はCSV形式。EdMaxのアドレス帳ファイルをそのまま使える。

## 派生開発
オープンソースで配布されていたため、第三者が独自に修正・拡張した派生ソフトウェアを開発し、配布しているものもある。

### Pochy改造版[4]
開発者はSakon.Y。UTF-8に対応。HTMLメールに対応。

### pochy_d[5]
開発者はminamina。

### Nullpochy[6][7]
2ちゃんねる風の外観・機能を追加。